# Swinford
Swinford (Béal Átha na Muice in gaelico irlandese) è una movimentata market-town della Contea di Mayo, nella Repubblica d'Irlanda. Oltre al centro abitato, la comunità è divisa in varie aree come Midfield, Meelick e Killasser, oltre il vicino villaggio di Bohola.

## Posizione
Pur essendo poco più che un paese, Swinford è uno dei centri principali della propria contea: situata sulla strada nazionale N5, è a poca distanza anche dall'Ireland West Airport Knock (prima conosciuto come "Knock International Airport"), ed a 20 minuti di macchina da Castlebar, che è la county town della propria contea. Le attività principali sono di tipo commerciale, proprio per questo viene definita spesso una market town.
La sua posizione su un affluente del fiume Moy, la rende una meta ambita da molti pescatori, dato che le acque dei fiumi circostanti, dei laghi Callow e dei vicini Conn e Cullin sono molto ricchi di trote brune e salmoni.

## Cultura
Swinford ospita i primi giorni d'agosto (solitamente in coincidenza col bank holiday) uno dei festival musicali estivi maggiori della propria contea, che si tiene sin da metà degli anni 1980, chiamato Siamsa Sraide Swinford, (letteralmente traducibile in "Divertimento nelle strade di Swinford). Oggetto del festival sono le danze tradizionali celtiche (Céilidh), la fiera, ma soprattutto le vecchie tradizioni del posto, che trovano la loro massima espressione in quel che viene chiamato Beal Atha na Muice, Fado Fado, una giornata nella quale la gente vive come secoli fa, circolando con vestiti e automobili d'epoca e sistemando botteghe e negozi in stile antico. Ultimamente il primo giorno del festival prevede il Lovefest, una rassegna musicale gratuita di 12 ore.
Fino a metà degli anni 1980 il villaggio aveva 3 scuole di secondo livello: Il St. Patrick's College, il St. Mary's Convent e la Vocational school. Tutti e tre gli istituti sono stati riuniti nel 1992.
Swinford è stata inserita in una commedia televisiva irlandese, The Panel, dopo un attacco di un ignoto che sostenne, tra le altre cose, che il villaggio era stato infestato dai lupi mannari.

## Comunità vicine

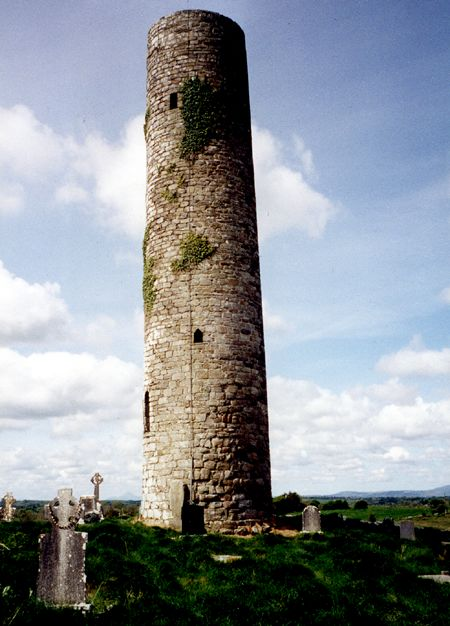
Torre di Meelick

Delle comunità vicine, sicuramente degne di nota sono Meelick e Killasser.
Meelick è una zona rurale situata vicino al villaggio di Bohola, importante per il cimitero e l'omonima torre. Questo piccolo edificio, alto circa 21 metri, è stato tramandato ai giorni d'oggi avvolto nel mistero, non rinvenendosi alcuna traccia delle sue origini: probabilmente torre campanaria di un antico monastero, come per altre torri circolari irlandesi, non si ha alcuna notizia però di eventuali strutture vicine passate né rimane alcun resto. La torre, ormai senza tetto e senza antro per le campane, è formata principalmente di arenaria ed ha sei finestre. Tra le parti più interessati l'arcata d'entrata, una volta ben scolpita come si nota in alcune parti rimaste intatte, ed una croce attaccata alla struttura, sulla quale c'è l'iscrizione Or do gricour che significa "una preghiera per Gricour". Molto gradevoli i giochi di luce dell'edificio, che a volte di giorni brilla per i numerosi licheni formatisi sulle pareti, e di notte illuminata di un arancio acceso da dei riflettori installati per celebrare il nuovo millennio.
Killasser era una volta un importante centro ecclesiastico che governava la parrocchia omonima delle zone circostanti. Oggi sono conservate l'antica chiesa e una slab, una pietra incisa molto antica.

## Infrastrutture e trasporti
- National Road 5 (Dublino) Longford-Westport, evita il centro abitato